# Монастырь Наупара
Монастырь Наупара, или Наупаре (серб. Манастир Наупара/Наупаре) в честь Рождества Пресвятой Богородицы — женский монастырь Крушевацкой епархии Сербской православной церкви в селе Наупаре общины Крушевац Расинского округа Сербии.
Монастырь входит в список памятников культуры Сербии большого значения.

## История
Монастырская церковь была построена в 1370-х годах в моравском стиле как придворная церковь местного властеля, но вскоре здесь был основан монастырь. Его основателем стал монах Дорофей. В 1382 году упоминается как метох монастыря Дренча. Монастырь Наупара был разрушен турками в 1454 году.
В 1835 году монастырь был обновлён Стояном Симичем и его братом Алексой, о чём свидетельствует табличка над входом в храм. Монастырь пострадал в Первой мировой войне и был восстановлен в 1929 году русским игуменом Порфирием (Ильицким). Во время Второй мировой войны обитель была ограблена. В 1950 году монастырь был преобразован в женский.

## Росписи
В 1992 году были обнаружены росписи конца XIV — начала XV века. В куполе был изображён Христос Вседержитель, пророки и евангелисты. В зонах под куполом, на сводах боковых апсид, были изображены Великие праздники. В южной апсиде также изображены святые воины. На стыке южной и восточной стены притвора расположены изображения ктиторов. Над входом в наос изображена Богородица со Христом. 
Работы по консервации фресок были закончены в 1995 году.